# Fekete Károly (pedagógus)
Fekete Károly, eredeti neve Schwartzer (Vác, 1822. július 8. – Vác, 1889. január 11.) magyar gyógypedagógus, a váci siketnéma-intézet tanára (1842-1873), majd igazgatója (1874-1889). Sokat tett a siketek korszerűbb iskoláztatásáért, szakképzéséért, rehabilitációjáért. Ő honosította meg a váci intézetben - a vegyes módszer helyett - a hangos beszéd és szájról olvasás tanítását, kilenc- (egy előkészítő és nyolc felmenő) osztályos iskolát alakított ki, tantervi anyagokat készített és számos más tartalmi és szervezeti újítást vezetett be.

## Életútja
Apja, Schwarzer Antal szintén az intézet igazgatója volt, ott növekedett 12 éves koráig és már mint gyermek elsajátította a siketnémák nyelvét. Középiskoláit Vácon, Budán és Pesten végezte. 1842. Február 1-én foglalta el tanári állását a váci siketnéma-intézetben. Nagy segítségére volt pályáján az, hogy vagyoni állapota megengedte a külföldi utazásokat; így alig múlt el év, melyben körutat nem tett volna. Az 1848–49-es forradalom és szabadságharc idején családi nevét Feketére változtatta. 1857-ben hosszabb utat tett külföldön, sőt Amerikába is átvitorlázott; a siketnéma-ügyet tanulmányozta s tapasztalatait érvényesítette is, a mennyiben az intézet ujjá szervezésére vonatkozó tervezetet ő készítette el Organisations-Entwurf (1858) címmel.
1874-ben az intézet igazgatójának nevezték ki; ebben évben a II. egyetemes tanítói gyűlésen felolvasást tartott: A siketnémák tanításáról a népiskolákban címen, melyet lejegyeztek a gyűlés Naplójába és az 1886. évi siketnéma-intézeti Értesítőben is megjelent. Írt még a süketnéma-ügyről Müller Gyula Nagy Naptárába (1853) és a Kalauzba (Vác, 1887–1888). Nevezetes Vázlatok svájczi utazásomból, különös tekintettel a siketnémák nevelése és oktatására című cikksorozata.

## Főbb munkái
- A siketnémák oktatása a népiskolában. Vácz, 1885.;
- A siketnémák élőszóval megnyilatkozó beszédjének fejlesztése. in: Értesítő a Siketnémák Váci … Intézetéről az 1886-87.-iki tanévben. Vácz, 1887. 3-36.;
- Szóhang csoportok kapcsolatai. Értesítő... az 1887-88.-iki tanévben. Vácz, 1888. 3-21.